# Ciril Vremšak
Ciril Vremšak, slovenski skladatelj in zborovodja, * 14. junij 1900, Kamnik, † 27. december 1968, Kamnik.
Rodil se je očetu tajniku Alojziju in materi Mariji (rojena Čebulj). Njegov si je glasbenik Samo Vremšak. Po osnovni šoli je v rojstnem kraju v Ljubljani obiskoval klasično gimnazijo in od 1918–1920 dvorazredno trgovsko šolo, ter nato do upokojitve 1956 delal v mestni hranilnici v Kamniku. Violine se je učil pri Josipu Heybalu in nadaljeval v Ljubljani na Glasbeni matici pri J. Vedralu in obenem še solopetje pri M. Hubadu (1915–1920). Odtlej se je predano posvečal glasbi ob strokovni pomoči E. Adamiča in Z. Prelovca, deloma kot samouk, ter se povzpel do visoke stopnje ljubitelja in poznavalca zborovske glasbe.
Težišče Vremšakovega glasbenega dela je bilo vodstvo pevskega zbora Lira iz Kamnika, katerega je vodil med 1920–1962.
Velike izkušnje v zborovodstvu so ga spodbudile h komponiranju izvirnih skladb: 30 za moški zbor; 4 za mešani; 5 za mladinski (vse a capella). Dokaj preprosta faktura njegovih zborovskih skladb se opira na slovensko vokalno izročilo, pri čemer je opazen precejšnji dar za oblikovanje dobro pevnega, sočnega melosa.